# Gasturbinenlokomotive

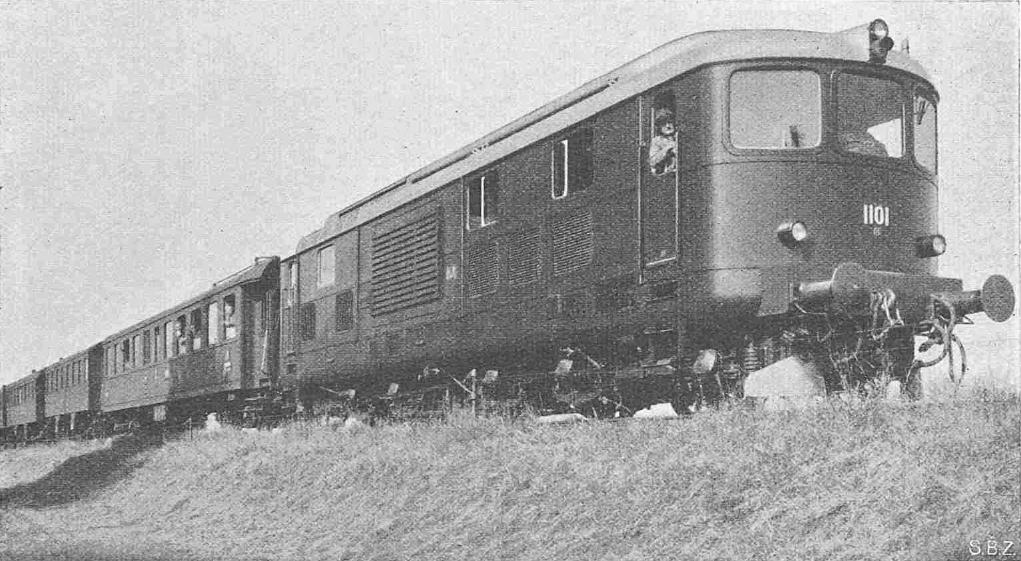
Erste Gastturbinenlok: Am 4/6 1101 der SBB

Gasturbinenlokomotiven sind Triebfahrzeuge der Eisenbahn, die als Hauptantrieb eine Gasturbine nutzen.

## Geschichte

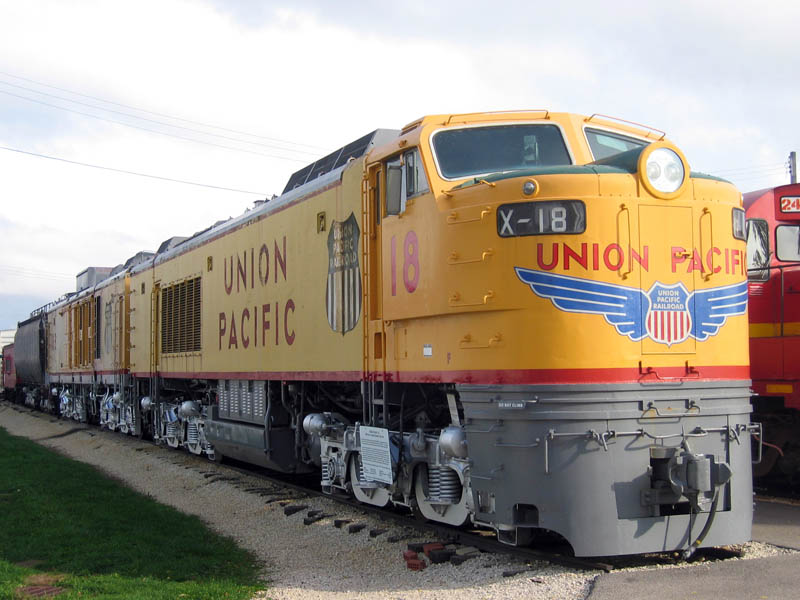
Gasturbinenlokomotive der Union Pacific Railroad

Die Idee der Gasturbinenlokomotive stammte aus der Schweiz, wo schon 1938 mit der SBB Am 4/6 1101 ein weltweit erstes Fahrzeug zu Versuchszwecken gebaut wurde. Im Gegensatz zur Diesellokomotive war bei Gasturbinenlokomotiven auch die Verbrennung von billigem Schweröl möglich, das seinerzeit in den Erdölraffinerien als Abfallprodukt anfiel. Das vergleichsweise geringe Leistungsgewicht der Gasturbine versprach zudem den Bau sehr starker Lokomotiven, die gegenüber ölgefeuerten Dampflokomotiven in Leistung und Wirtschaftlichkeit überlegen sein würden. Als Ende der 1960er Jahre die Herstellungskosten für Bunkeröl C dank verbesserter Technologien in den Raffinerien stiegen, wurde der Betrieb von Gasturbinenlokomotiven unwirtschaftlich. Eine Weiterentwicklung der Fahrzeuge unterblieb daher.

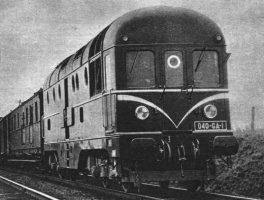
Französische 040 GA

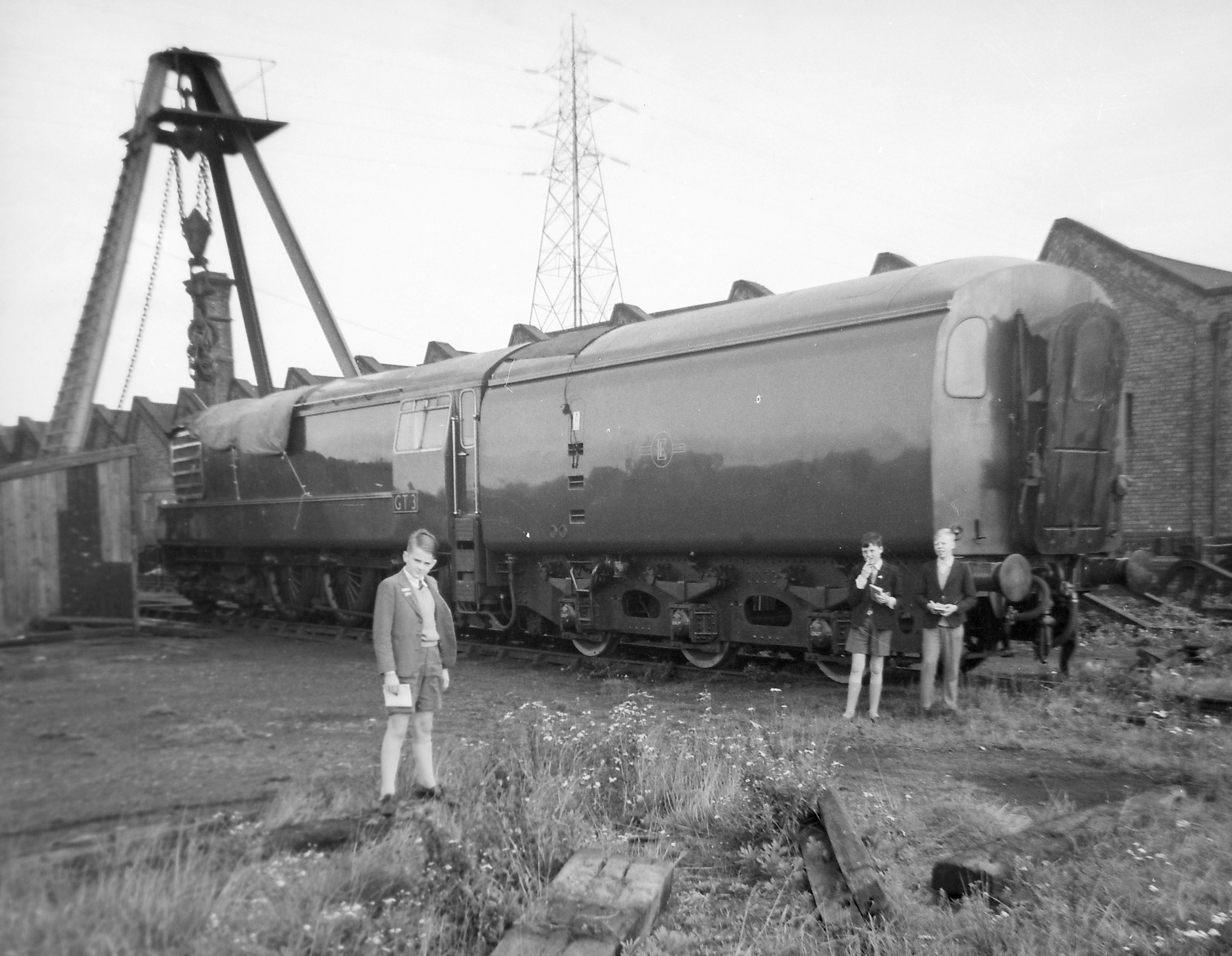
English Electric GT3

In den späten 1940er Jahren zeigte die US-amerikanische Eisenbahngesellschaft Union Pacific Railroad Interesse an der Technologie. Unter Mitwirkung von General Electric (GE) baute die American Locomotive Company (ALCO) den Prototyp GE 101, den die Union Pacific 1948 in Dienst stellte und als UP 50 bezeichnete. Eine erste Bauserie von 10 Lokomotiven wurde ab 1952 ausgeliefert, weitere 45 Gasturbinenloks folgten bis 1961. Die United Aircraft Corporation entwickelte in den 1960er Jahren für den Northeast Corridor (Washington–New York–Boston) Hochgeschwindigkeitszüge mit Gasturbinenantrieb. Die UAC TurboTrains bestanden aus je zwei Triebköpfen und einer unterschiedlichen Zahl von Zwischenwagen. Fünf dieser Züge orderte die Canadian National Railway (CN).
Im Jahr 1952 stellte die französische Firma Régie Nationale des Usines Renault (RNUR) mit der 040 GA eine erste Gasturbinenlok vor. Auf dieses Einzelstück folgten 1959 und 1961 die zwei Lokomotiven der Baureihe CC 80000. Ihren Durchbruch in Frankreich erzielte die Technik mit den Turbotrains genannten Triebzügen der Baureihen ETG und RTG. Nachfolger des Prototyps TGV 001 wurden jedoch die elektrischen TGV-Hochgeschwindigkeitszüge.

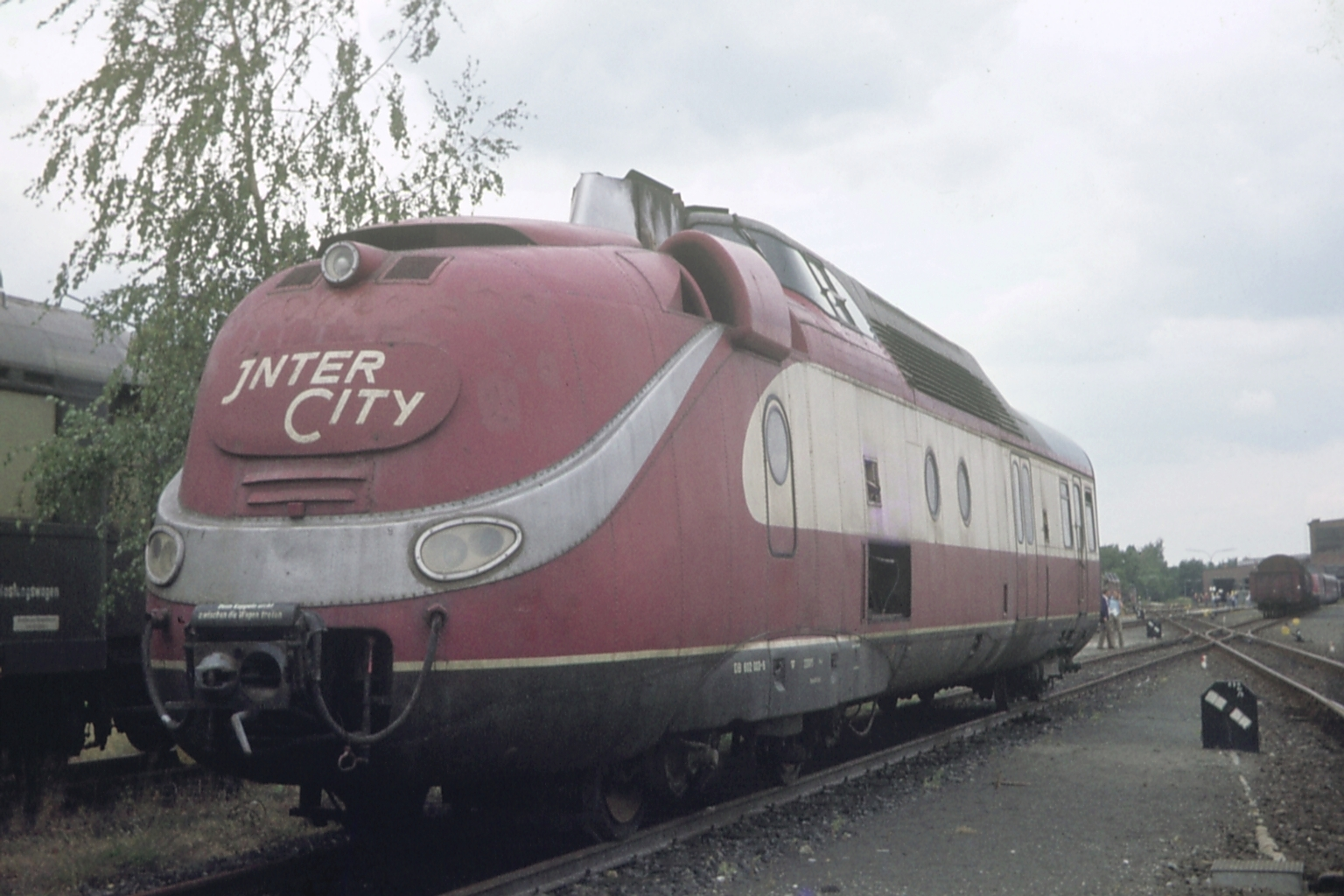
Gasturbinen-Triebkopf der Baureihe 602 (1984)

1949 bauten die Schweizerische Lokomotiv- und Maschinenfabrik (SLM) und Brown Boveri eine Lok, deren Elektromotoren ihre Energie von einer Gasturbine bezogen (Nr. 18000); 1951 baute Metropolitan-Vickers ebenfalls eine Maschine (Nr. 18100) mit turboelektrischem Antrieb. Die 18000 wurde von den British Railways (BR) bis 1960 vor Schnellzügen eingesetzt. Mit der English Electric GT3 entstand 1961 in Großbritannien eine Gasturbinenlokomotive mit mechanischen Antrieb, die äußerlich an eine Dampflok erinnerte. Da die BR keinen weiteren Bedarf für Turbinenlokomotiven sahen, wurde das Konzept nicht weiter verfolgt. 1975 wurde mit dem ATP E ein Gasturbinen-Triebzug vorgestellt, der aber nicht in Serie ging.

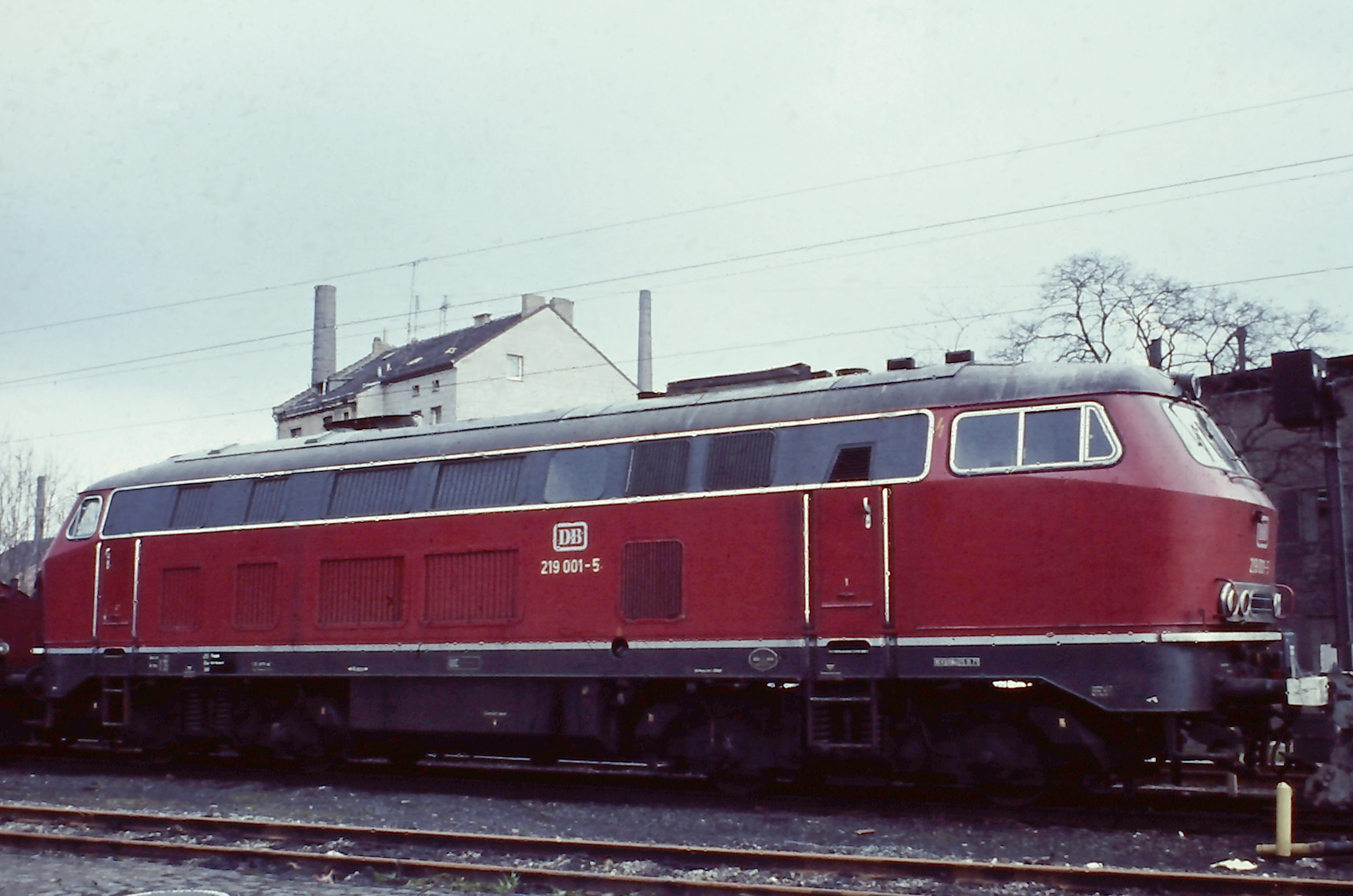
V 169 001 mit Computernummer als 219 001 (1976)

In Deutschland griff man Anfang der 1970er Jahre auf die Gasturbinentechnik zurück. Zur Steigerung ihrer Leistung wurden bei vier Triebköpfen der Baureihe VT 11.5 (TEE-Triebzüge) die Fahrdieselmotoren durch Gasturbinen ersetzt (Baureihe 602). Für den schweren Reisezugdienst auf der nicht elektrifizierten, bogenreichen Bahnstrecke Buchloe–Lindau entstanden acht Lokomotiven der Baureihe 210. Sie wiesen eine Gasturbine auf, die bei erhöhtem Leistungsbedarf zugeschaltet werden konnte. Diese Technik wurde bereits seit 1965 im Erprobungsträger V 169 001 getestet.
Nachdem die Gasturbinentechnik von den Gleisen bereits verschwunden war, zeigten die Russischen Eisenbahnen (RŽD) in den 2000er Jahren wieder Interesse daran. 2007 entstand mit der ГT1-001 eine erste Versuchslokomotive, der 2013 mit der ГT1h-002 die erste Serienlokomotive der Baureihe ГT1 folgte.

## Liste von Gasturbinenlokomotiven
- Götaverken-NOHAB-Versuchslokomotive (1933, Götaverken/NOHAB, mechanische Kraftübertragung)[2]
- SBB Am 4/6 (1941, SLM/BBC, elektrische Kraftübertragung)
- Gasturbinenlokomotiven der Union Pacific Railroad (1948, Alco, GE, elektrische Kraftübertragung)
- SNCF 040 GA (1952, Renault, mechanische Kraftübertragung)
- SNCF CC 80000 (1959, Renault, mechanische Kraftübertragung)
- BR Nr. 18000, auch als GT1 bezeichnet (1949, SLM/BBC, elektrische Kraftübertragung)
- Baldwin-Westinghouse-Versuchslokomotive,  (1950, Baldwin/Westinghouse, elektrische Kraftübertragung)
- BR Nr. 18100, auch als GT2 bezeichnet (1951, Metropolitan-Vickers, elektrische Kraftübertragung)[3]
- United States Army Transportation Corps 1149 (1954, Davenport-Besler, mechanische Kraftübertragung)[4]
- SJ T1 (1954, Götaverken/Motala, mechanische Kraftübertragung)[5]
- SJ T7 (1955, Motala, mechanische Kraftübertragung)[6]
- EMD FG9 (1957, EMD, elektrische Kraftübertragung)[7]
- SJ T6 (1959, Motala, mechanische Kraftübertragung)[8]
- SŽD T-9 (Luhansk, elektrische Kraftübertragung)[9]
- SŽD GT 101-01 (1960, Kolomna, elektrische Kraftübertragung)[10]
- English Electric GT3 (1961, English Electric, mechanische Kraftübertragung)
- ČSD-Baureihe TL 659.0 (1966, Skoda, mechanische Kraftübertragung)
- SNCF Turbotrain (ETG und RTG), (1967, hydraulische Kraftübertragung)
- UAC TurboTrain (1968, United Technologies Corporation, elektrische Kraftübertragung)
- DB-Baureihe 210 (1970, Krupp, hydraulische Kraftübertragung)
- SNCF TGV 001 (1972, Alsthom, Brissonneau & Lotz, elektrische Kraftübertragung)
- DB-Baureihe 602 (1972, MAN, KHD, hydraulische Kraftübertragung)
- Bombardier JetTrain (2000, Bombardier Transportation, elektrische Kraftübertragung)
- RŽD-Baureihe ГT1,  GT1 der Russischen Eisenbahnen (2007, Woronesch, elektrische Kraftübertragung)

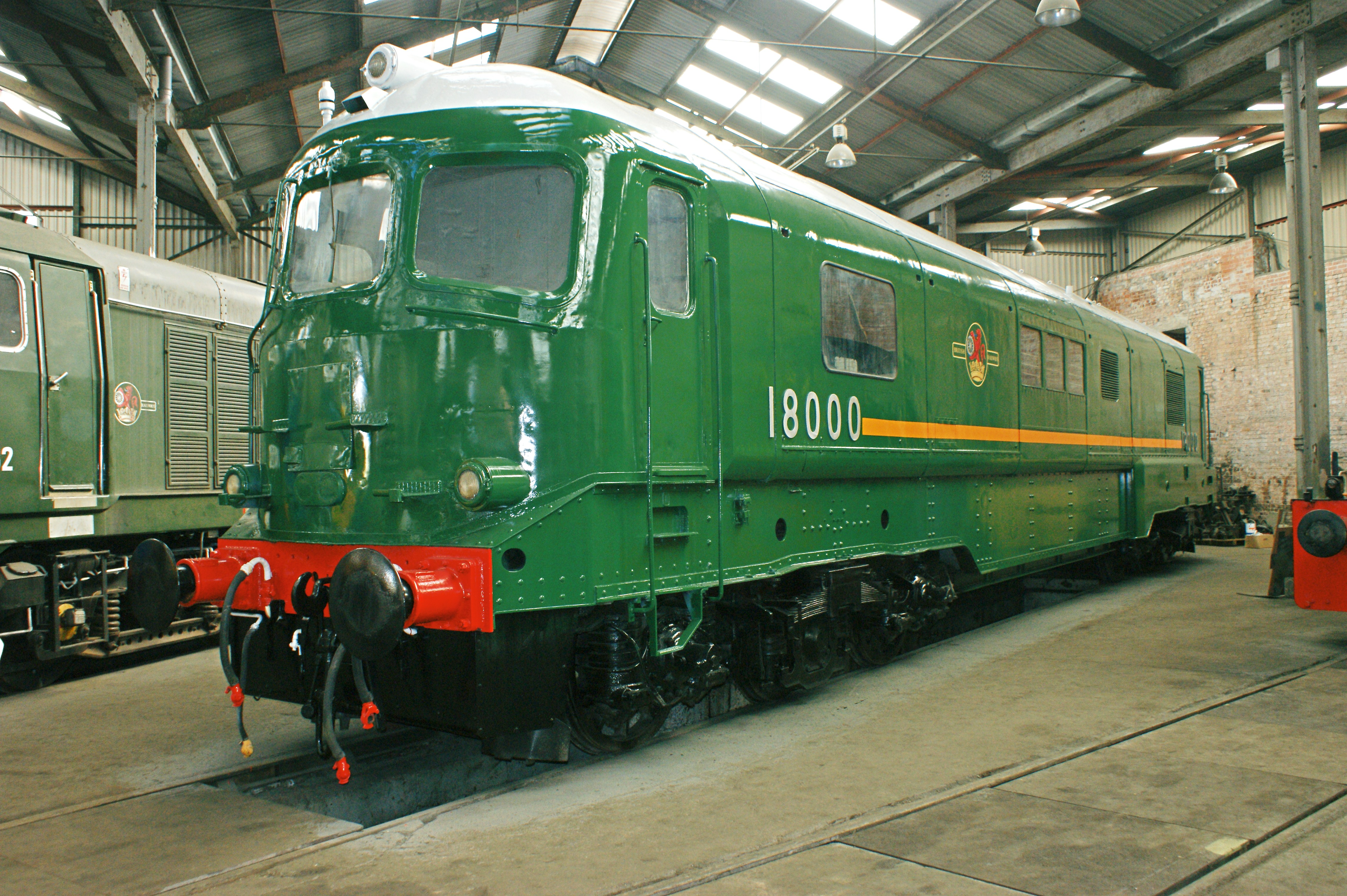
Nr. 18000 der British Railways
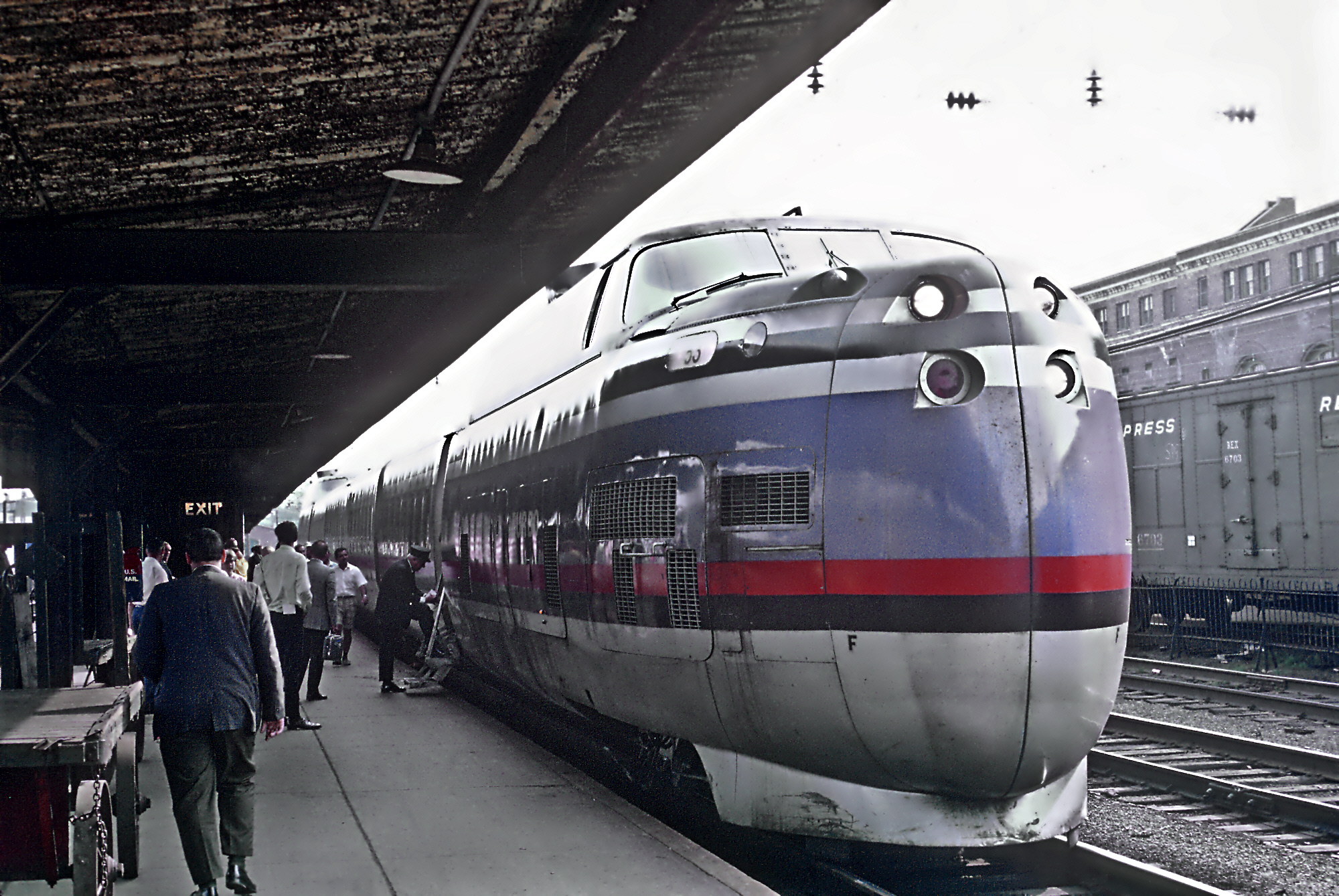
UAC TurboTrain (1969)
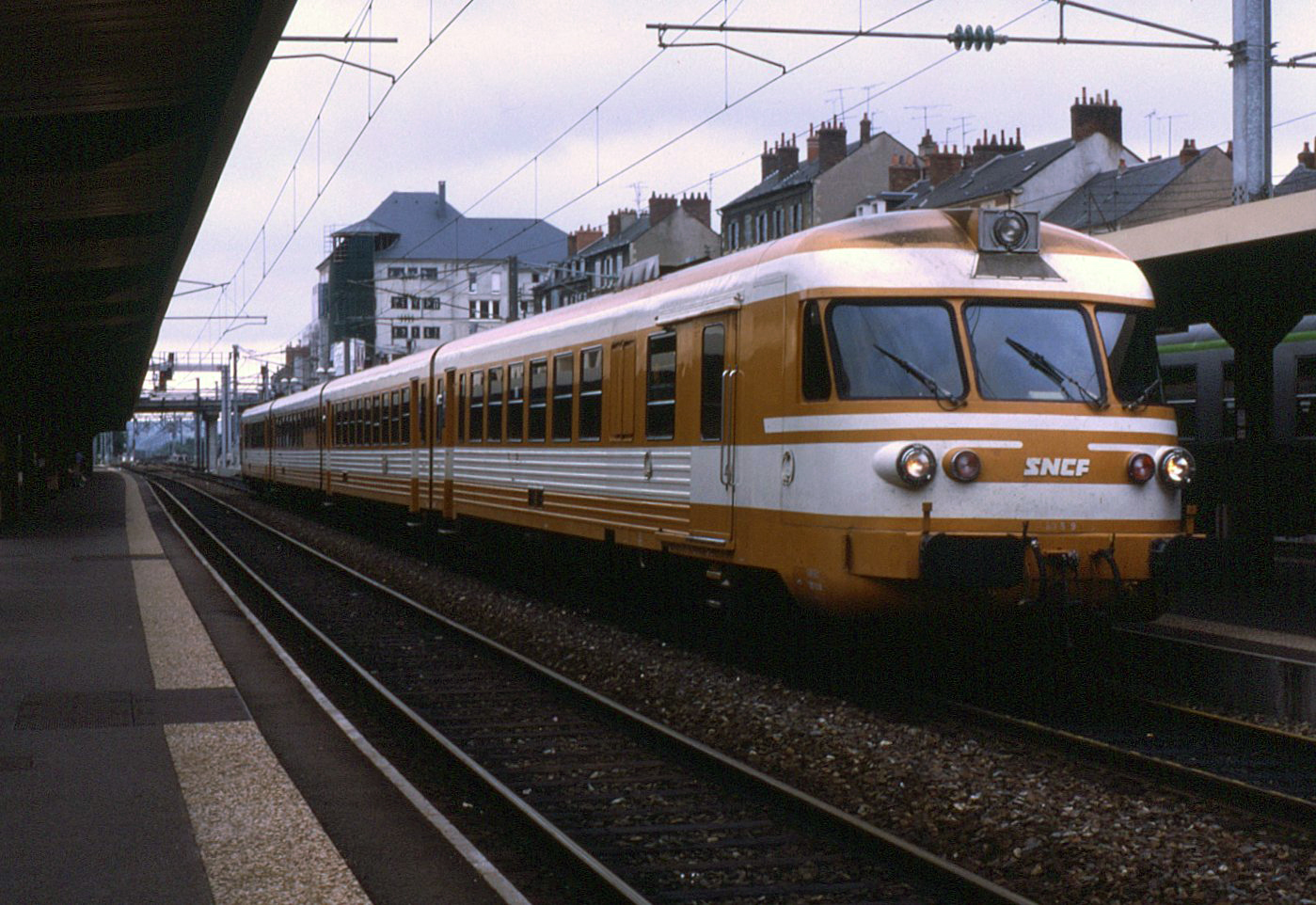
ETG der SNCF (1989)
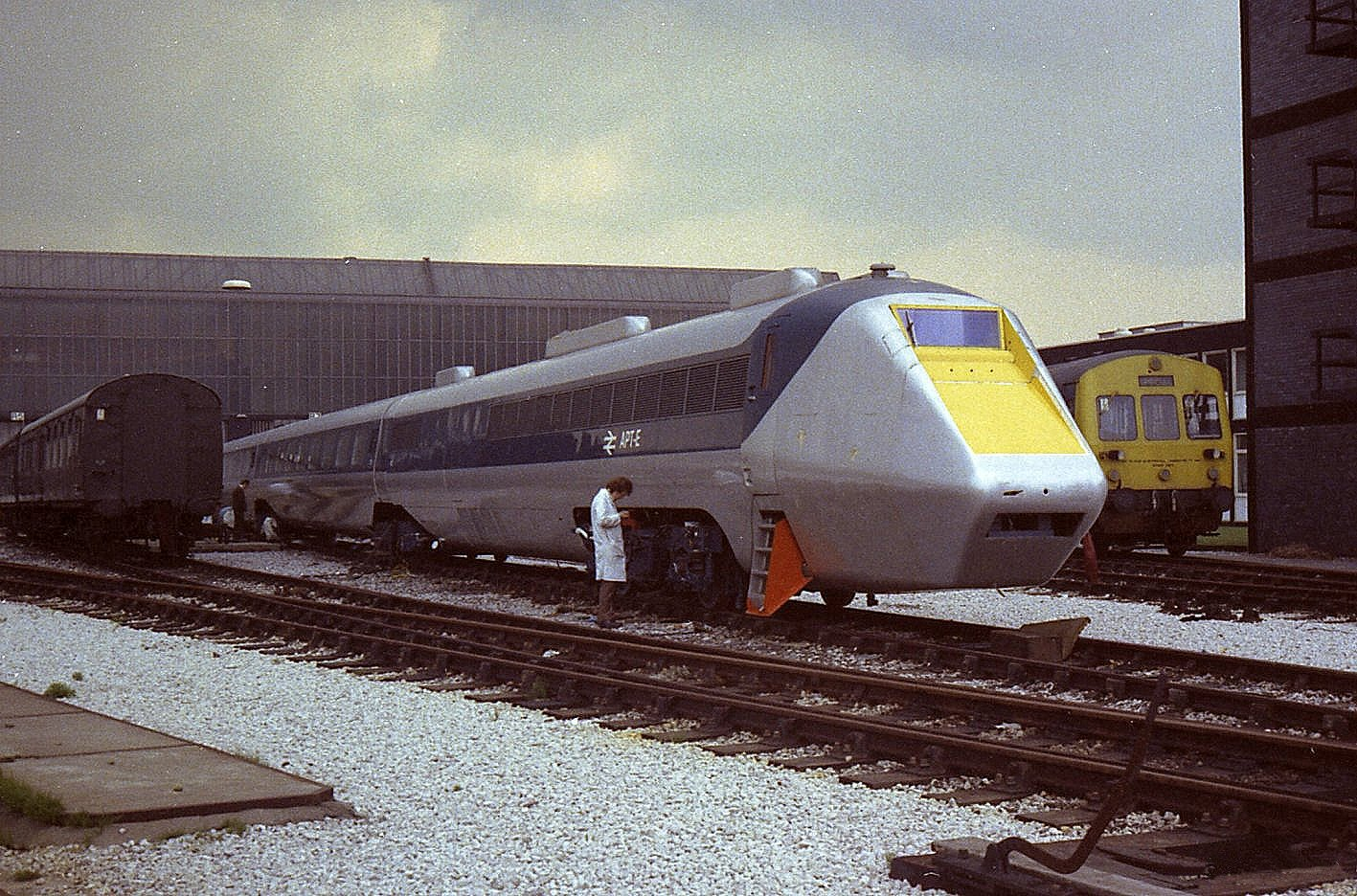
Britischer Versuchszug ATP E
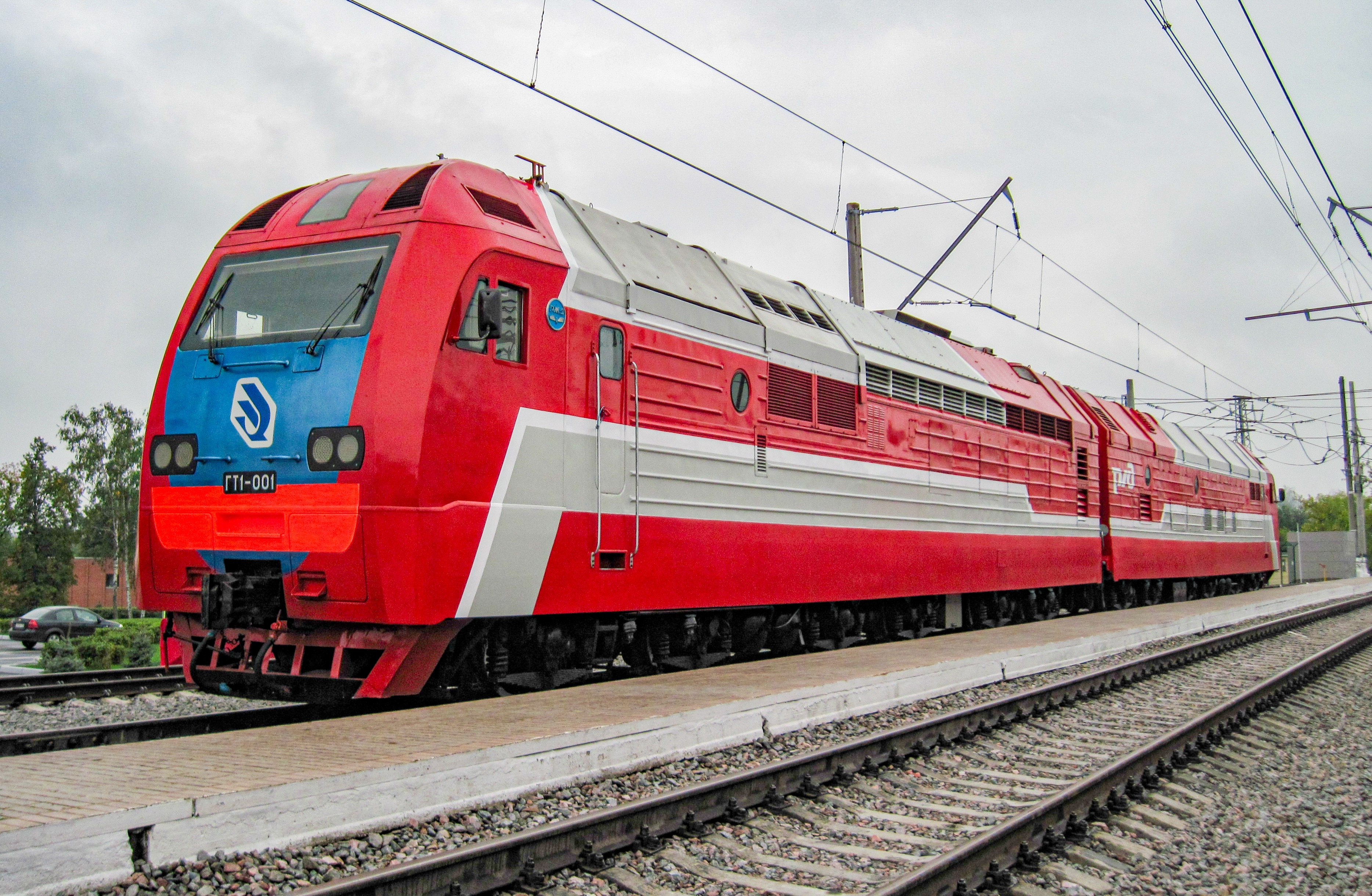
Russische Gasturbinenlokomotive ГT1-001